# 勧修寺顕允
勧修寺 顕允（勸修寺 顯允、かじゅうじ あきまさ / あきこと）は、幕末の公家、明治期の陸軍軍人・政治家・華族。最終階級は陸軍歩兵大尉。貴族院伯爵議員。

## 経歴
山城国京都で右中弁・勧修寺経理の長男として生まれる。明治維新時には正五位下・大夫。1884年（明治17年）7月7日、伯爵を叙爵した。
明治2年（1869年）皇太后宮大進となり、その後、愛知県出仕三等中警部に転じた。1877年（明治10年）西南戦争において新撰旅団に所属し少尉試補に任官。1879年（明治12年）陸軍戸山学校教則を卒業し、同年、陸軍歩兵少尉に任官。以後、広島鎮台歩兵第11連隊第3大隊付、同小隊長、歩兵第5連隊小隊長、歩兵第6連隊小隊長などを歴任。陸軍歩兵大尉に昇進して退役した。
1897年（明治30年）7月10日、貴族院伯爵議員に選出され、死去するまで在任した。

## 編著
- 『布知可豆良』山本彦兵衛、1899年。

## 系譜
- 父：勧修寺経理
- 母：不詳
- 妻：勧修寺玉子（小笠原長清長女）
- 長男：勧修寺経雄（貴族院伯爵議員）[1]
- 五男：勧修寺信忍（陸軍中尉、のち勧修寺家を継承）[1]